# The Romance of Lady Hamilton
The Romance of Lady Hamilton er en britisk stumfilm fra 1919 af Bert Haldane.

## Medvirkende
- Malvina Longfellow som Emma Cadogan
- Humberston Wright som Horatio Nelson
- Cecil Humphreys som Charles Greville
- Jane Powell som Irene Greville
- Teddy Arundell